# UFM众议院
众议院在2005年1月3日开播，是电台1003最受欢迎的清谈节目，长驻主讲嘉宾蔡深江、黄明德　王嬿清　轮流与主持人黄文鸿一起搭档上节目。
众议院前后汇集城中20多个精彩名嘴，开启了新加坡传媒以华语谈时事论观点的清谈先河。
众议院在2006年12月30日，结束了阶段性发展，暂别空中。

## 曾有精彩名嘴
- 蔡深江（前优频道《人人爱理》主讲嘉宾 《我报》副总编辑）

- 黄明德（马林百列家庭服务中心执行顾问）

- 王嬿青（前优频道 《人人爱理》主持 现《都会佳人》副总编辑）

- 张海洁（前优频道新闻主播 现南大博士研究生）

- 林宝宝（自由艺术工作者和面具制作人）

- 郭庆亮（戏剧盒艺术总监）

- 朱慧儿（自雇人士）

- 刘诗璇（语言导师 剧场／电视兼职演员）

- 林琬绯（前优频道体育主播 现《我报网》视频监制）

- 刘健财 Molby（前优频道制作经理 现Dreamforest制作公司副总裁）

## 网站
- 众议院 Official Site